# 木内荘
木内荘（きうちのしょう）は、下総国海上郡にあった荘園。現在の千葉県香取市の一部の区域にわたっていたと考えられている。

## 概要
『和名類聚抄』に記載されている海上郡「城上郷」を「城内郷」の誤記とみて、同郷の郷名を継承すると考えられている。『吾妻鏡』文治2年（1186年）3月12日条の「関東御知行国々内乃具未済庄々注文」には橘ならびに木内庄とみえ、二位大納言領とされ、この二位大納言とは藤原兼房と推定される。
建久年間（1190年-1199年）の香取神宮遷宮用途注進状では、当荘は遷宮作料官100石を負担している。地頭は千葉氏庶流の木内氏で、東胤頼の二男胤朝のとき木内荘を領有し木内氏を称したという。